# ACL/APX 80
ACL/APX 80 — французский гранатомёт, предназначенный для поражения БМП, БТРов и танков.
Он оснащён зарядной каморой с затвором, нарезным стволом, откидной телескопической сошкой, пистолетной рукояткой с электромагнитным стреляющим механизмом, оптическим и откидным механическим прицелом, передней рукояткой, плечевым упором и ручкой для переноски. Имеет 3.0Х кратный оптический прицел.
Номенклатура боеприпасов включает в себя противотанковые, осколочные, осветительные и дымовые гранаты.

## Внешние ссылки
- Энциклопедия боевого стрелкового огнестрельного ручного оружия Архивная копия от 24 октября 2015 на Wayback Machine